# Seznam normandských vévodů
Seznam normandských vévodů obsahuje přehled vládců normandského vévodství, které samostatně existovalo v letech 911 až 1204, kdy bylo připojeno ke francouzskému království s výjimkou Normanských ostrovů, které si podržela Anglie. Vévodství formálně zaniklo v roce 1469, kdy se Normandie stala jednou z francouzských provincií. 
Francouzskými králi byl titul normandského vévody několikrát udělen jako apanáž členům královské rodiny. 
Angličtí resp. britští králové si titul formálně podrželi jako suveréni Normanských ostrovů.

## Normanská dynastie
- Rollo, 911–927 – vikinský válečník, který území získal od západofranského krále Karla III. Simplexe (Prosťáčka)
- Vilém I. Normandský, 927–942
- Richard I. Normandský, 942–996
- Richard II. Normandský, 996–1026
- Richard III. Normandský, 1026–1027
- Robert I. Normandský, 1027–1035
- Vilém II. Dobyvatel, 1035–1087 – dobyl Anglii a stal se jejím prvním normanským králem
- Robert II. Normandský, 1087–1106
- Jindřich I. Anglický, 1106–1135

## Dynastie z Blois
- Štěpán z Blois, 1135–1144 – anglický král z hraběcí dynastie z Blois, syn Adély z Blois, dcery Viléma Dobyvatele

## Plantageneti
- Geoffroy z Anjou, 1144–1150 – zakladatel rodu, který se oženil s Matyldou Anglickou
- Jindřich II. Plantagenet, 1150–1189 – první anglický král z dynastie Plantagenetů
- Richard IV. Lví srdce, 1189–1199
- Jan Bezzemek, 1199–1204

## Titul po roce 1204
V roce 1204 francouzský král zkonfiskoval Normandii a Anglii zůstaly jen Normanské ostrovy v průlivu La Manche. Nároku na pevninské území Normandie se Jindřich III. vzdal roku 1259. Titul vévody z Normandie pak drželo několik francouzských princů. Za ostrovy v průlivu stále drží vévodský titul angličtí resp.od 1707 britští králové. Jeho držitelem je v současnosti Karel III.

### Francouzští princové
- Jan z Valois (pozdější Jan II., syn Filipa VI.), 1332–1350.
- Karel z Valois (pozdější Karel V., syn Jana II.), 1350–1364
- Karel z Berry (mladší syn Karla VII.), 1465–1466
- Ludvík Karel Bourbonský, 1785–1789 (druhorozený syn následníka trůnu Ludvíka Augusta (pozdějšího krále Ludvíka XVI.))

### Angličtí a později britští králové
Plantageneti
- Jan Bezzemek, 1204–1216
- Jindřich III., 1216–1272
- Eduard I., 1272–1307
- Eduard II., 1307–1327
- Eduard III., 1327–1377
- Richard II., 1377–1399
- Jindřich IV., 1399–1413
- Jindřich V., 1413–1422
- Jindřich VI., 1413–1422
- Eduard IV., 1461–1470
- Jindřich VI., 1470–1471
- Eduard IV., 1471–1483
- Eduard V., 1483
- Richard III., 1483–1485

Tudorovci
- Jindřich VII. Tudor, 1485–1509
- Jindřich VIII. Tudor, 1509–1547
- Eduard VI., 1547–1553
- Marie I. Tudorovna, 1553–1558
- Alžběta I., 1558–1603

Stuartovci
- Jakub I., 1603–1625
- Karel I., 1625–1649
- Karel II., 1649–1685
- Jakub II., 1685–1688, také prohlášen normandským vévodou v prosinci 1660 francouzským králem Ludvíkem IV.
- Marie II., 1689–1694
- Vilém III. Oranžský, 1694–1702
- Anna Stuartovna, 1702–1714, od r.1707 královna Velké Británie

Hannoverští
- Jiří I., 1714–1727
- Jiří II., 1727–1760
- Jiří III., 1760–1820
- Jiří IV., 1820–1830
- Vilém IV., 1830–1837
- Viktorie I., 1837–1901

Koburkové, Windsorové a Mountbatten-Windsorové
- Eduard VII., 1901–1910
- Jiří V., 1910–1936
- Eduard VIII., 1936
- Jiří VI., 1936–1952
- Alžběta II., 1952–2022
- Karel III., od 2022